# 青木書店
青木書店（あおきしょてん）は、東京都千代田区神田神保町1-60にある日本の出版社。英語表記は、Aoki Shoten Publishing Co。

## 概説
1945年に青木春男が創業。マルクス主義に基づいた人文科学・自然科学・科学史の出版物を主要分野とした。1960 - 70年代の大学紛争の時代にはマルクス・エンゲルス関係の出版物でよく知られた出版社であったが、ソ連と東欧の解体と共産主義の退潮以来、出版活動にも影が差すようになり、社会科学、教育、環境思想などの出版物も手がけるようになった。
1950年代から60年代にかけては、青木文庫を発行、社会科学やプロレタリア文学など、多彩なラインアップを維持したが、1980年代になって、文庫本の分野から撤退した。

## 主な出版物
- 唯物論研究協会編 『ジェンダー概念がひらく視界』青木書店